# Cinderella Obeñita
Cinderella Faye Elle Obeñita (nacida el 3 de enero de 1996), también conocida como Cindy Obeñita, es una modelo y reina de belleza filipina. Fue coronada como Miss Intercontinental 2021 en Egipto el 29 de octubre de 2021. Antes de eso, fue coronada como Binibining Pilipinas Intercontinental 2021.

## Primeros años y educación
Obeñita nació el 3 de enero de 1996 y se crio en Cagayán de Oro, Filipinas. Obtuvo una licenciatura en comunicación masiva de la Universidad Liceo de Cagayán. Se graduó magna cum laude. Obeñita se desempeña como jefa de la división de planificación y eventos de la Dirección Provincial de Turismo en Misamis Oriental. El 13 de diciembre de 2019, Obeñita participó en una misión médica en la Parroquia del Sagrado Corazón en Cagayán de Oro, Filipinas.

## Carrera en concursos de belleza

### Binibining Pilipinas 2021
El 11 de julio de 2021, Obeñita representó a Cagayán de Oro en Binibining Pilipinas 2021 en Ciudad Quezon, Gran Manila, Filipinas. Al recibir la mayor cantidad de votos en línea, ganó el premio People's Choice y automáticamente obtuvo un lugar en el Top 13.
Al finalizar el evento, Obeñita fue coronada como Binibining Pilipinas Intercontinental 2021 por Binibining Pilipinas Intercontinental 2019, Emma Tiglao.

### Miss Intercontinental 2021
El 29 de octubre de 2021, Obeñita representó a Filipinas en Miss Intercontinental 2021 y compitió con otras 71 candidatas en el Hotel Sunrise Diamond Beach Resort en Sharm el-Sheij, Egipto.
Al final del evento, Obeñita ganó la competencia y fue coronada como Miss Intercontinental 2021 por la saliente Fanni Mikó de Hungría.
Obeñita es la segunda representante de Filipinas luego de que Karen Gallman ganara Miss Intercontinental 2018.